# 愛知県道269号古場武豊線
愛知県道269号古場武豊線（あいちけんどう269ごう こばたけとよせん）は、愛知県常滑市から知多郡武豊町に至る一般県道である。

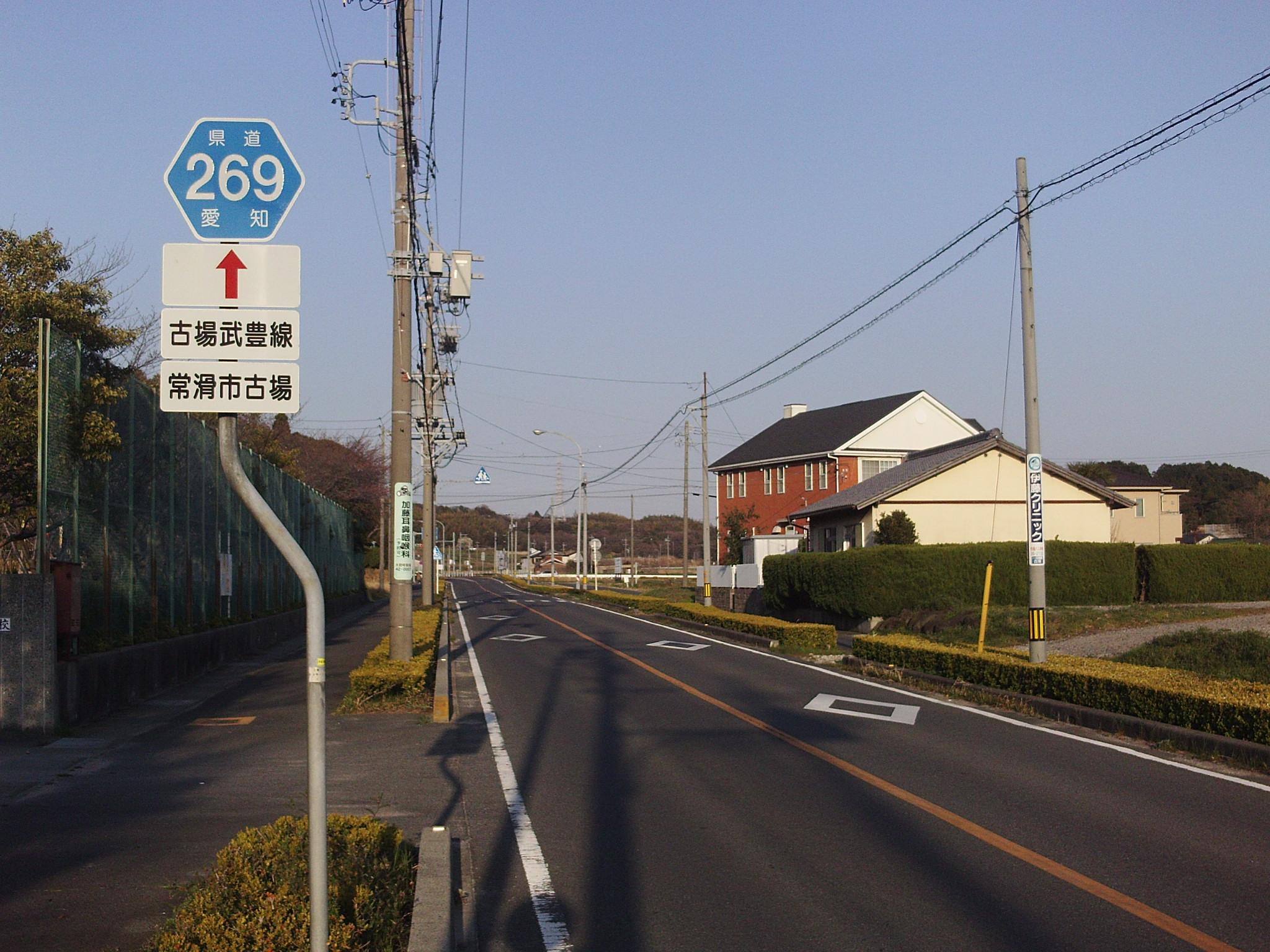
起点側

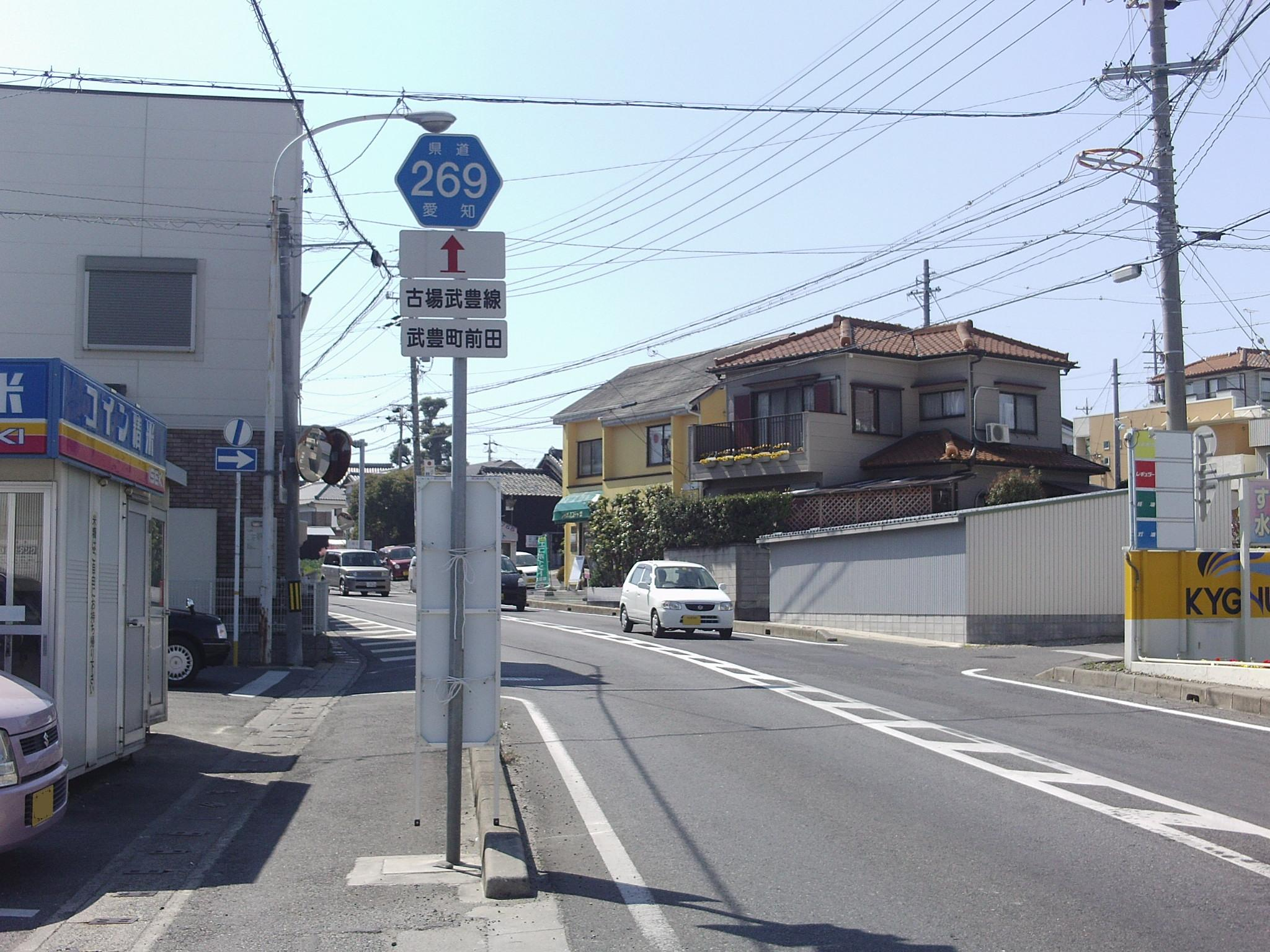
終点側

## 概要
知多半島を横断する形になっている。

### 路線データ
- 起点：愛知県常滑市古場町（古場交差点 = 国道247号交点）
- 終点：愛知県知多郡武豊町（前田交差点 = 国道247号交点）

## 沿革
- 1959年12月15日：認定

## 途中交差する道路
- 国道247号（常滑街道）（常滑市古場町） 交差点「古場」
- 国道247号・ 常滑美浜バイパス（常滑市古場五反田） 交差点「西浦南小学校東」
- 愛知県道467号半田環状線（半田街道）（知多郡武豊町天神前） 交差点「武豊平井畑」
- 国道247号（師崎街道）（知多郡武豊町前田） 交差点「前田」